# Palpita magniferalis
Palpita magniferalis es una especie de polillas de la familia Crambidae. Se encuentra en el este de América del Norte.
Su envergadura es de 23 a 27 mm. Los adultos vuelan de abril a octubre. Las larvas se alimentan de especies de Fraxinus y Forestiera acuminata.